# Bettina-von-Arnim-Schule
Bettina-von-Arnim-Schulen sind nach der deutschen Schriftstellerin, Zeichnerin und Komponistin Bettina von Arnim (1785–1859) benannte Schulen.

## Liste
- Bettina-von-Arnim-Schule (Berlin), Integrierte Sekundarschule in Berlin
- Bettinaschule, Gymnasium in Frankfurt am Main